# Ulica Repecka w Tarnowskich Górach
Ulica Repecka w Tarnowskich Górach – jedna z głównych ulic miasta Tarnowskie Góry. Łączy dzielnice Repty Śląskie i Stare Tarnowice, jest drogą powiatową klasy Z nr 3306S powiatu tarnogórskiego.

## Przebieg
Ulica Repecka rozpoczyna się na skrzyżowaniu typu „T” z inną tarnogórską drogą powiatową – ulicą Kardynała Stefana Wyszyńskiego. Po około 200 metrach krzyżuje się z ulicą Mieczysława Niedziałkowskiego, a następnie biegnie w kierunku południowym, wspinając się na wzniesienie, na którym położone są Repty Śląskie. Na szczycie tego wzniesienia mija staw Cegielnię, następnie biegnie skrajem wpisanego 30 grudnia 1966 do rejestru zabytków (nr A/660/66) parku krajobrazowego (dawnego zwierzyńca) oraz mija parking Sztolni Czarnego Pstrąga, na miejscu którego niegdyś znajdował się wybudowany ok. 1840 roku przez Karola Łazarza Henckla von Donnersmarcka zameczek myśliwski (niem. Jagdschloss). Ulica kończy się na skrzyżowaniu (również typu „T”) z kolejną drogą powiatową – ulicą Wincentego Witosa.

## Historia

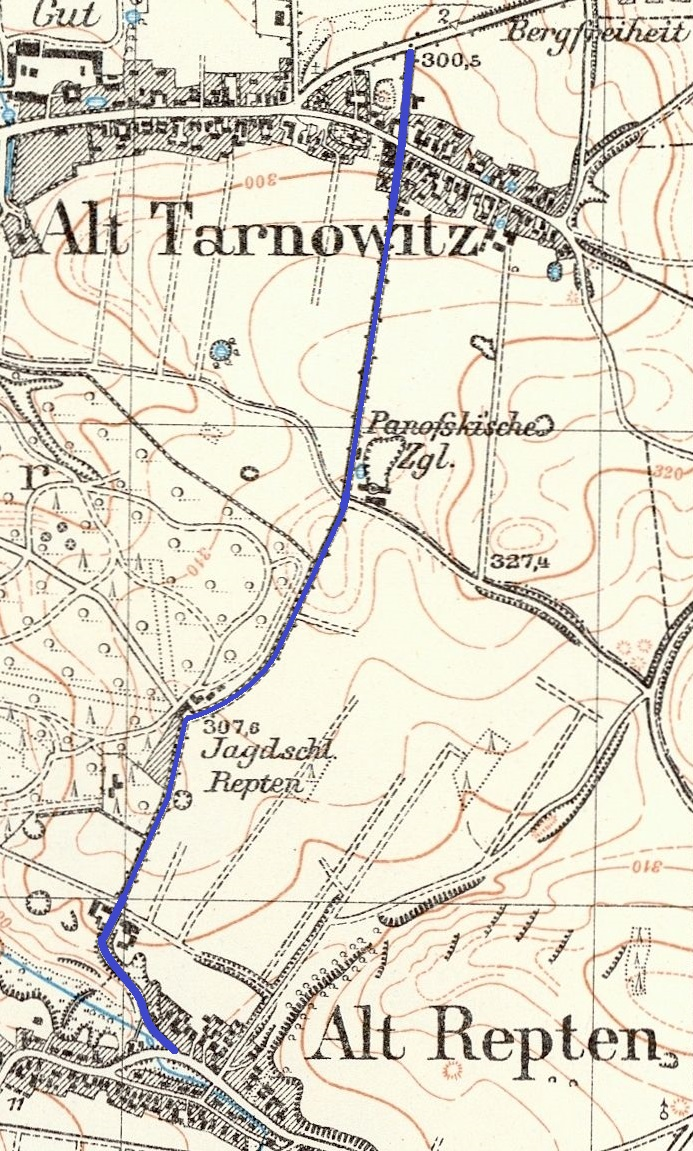
Droga łącząca Stare Tarnowice (niem. Alt Tarnowitz) z Reptami (Starymi) (niem. Alt Repten) na fragmencie niemieckiej mapy Górnego Śląska z 1933 roku (na podstawie pruskiej mapy z 1883 roku)

Droga łącząca dwie najstarsze wsie ziemi tarnogórskiej – Repty oraz Tarnowice – istnieć musiała od zarania dziejów obu miejscowości. Pierwsza historyczna wzmianka na temat Rept pochodzi z 12 sierpnia 1201 roku (bulla papieża Innocentego III), natomiast pierwsza wzmianka na temat Tarnowic – z 25 kwietnia 1251 roku (kwestionowana przez historyków) lub 13 kwietnia 1338 roku.
Współczesna ulica Repecka pojawia się na mapach z końca XIX wieku, m.in. na pruskiej mapie (Meßtischblatt) z 1882 roku czy na mapie zalegania złóż kruszcowych w rejonie Tarnowskich Gór z roku 1884.

## Budynki
Przy ulicy Repeckiej znajdują się przede wszystkim prywatne budynki mieszkalne; część z nich została wpisana do Gminnej Ewidencji Zabytków Miasta Tarnowskie Góry:
- budynki mieszkalne z ok. 1900 roku – ul. Repecka 17 i ul. Repecka 19,
- budynki mieszkalne z ok. 1920 roku – ul. Repecka 2 i ul. Repecka 47,
- budynek mieszkalny z początku XX wieku, rozbudowany w 1938 roku – ul. Repecka 63.

Ponadto obok domu przy ulicy Repeckiej 63 stoi krzyż kamienny z połowy XIX wieku na postumencie, natomiast przy skrzyżowaniu ulicy Repeckiej z ulicą Mieczysława Niedziałkowskiego zlokalizowana jest kapliczka z II połowy XIX wieku z figurką św. Jana Nepomucena w środku.

## Komunikacja
Ulica Repecka stanowi najkrótsze połączenie Starych Tarnowic z Reptami Śląskimi oraz z drogą krajową nr 78 prowadzącą do Zabrza i Gliwic. Jest głównie wykorzystywana przez mieszkańców wspomnianych dzielnic, a ponadto prowadzi do wpisanej na listę światowego dziedzictwa UNESCO Sztolni Czarnego Pstrąga oraz zabytkowego parku repeckiego, obsługuje więc również ruch turystyczny.
Według stanu z marca 2024 roku ulicą Repecką kursują autobusy organizowane przez Zarząd Transportu Metropolitalnego obsługujące linię 749 (Tarnowskie Góry Plac Zembali – Stare Tarnowice GCR). Przy ulicy zlokalizowane są przystanki autobusowe Repty Śląskie Sztolnia, Stare Tarnowice Staw Cegielnia i Stare Tarnowice Kościół Św. Marcina.

## Mieszkalnictwo
Według danych Urzędu Stanu Cywilnego na dzień 31 grudnia 2022 roku przy ulicy Repeckiej zameldowanych na pobyt stały było 235 osób.